# Connexion en cours
Connexion en cours est une websérie de fiction, une comédie-dramatique, sur les relations familiales à distance, dont la première saison est composée de 35 épisodes d’environ 3 minutes coproduite par TV5 Québec Canada et TV5 Monde et diffusée en primeur sur Facebook en vidéo native entre le 19 octobre 2016 et le 19 décembre 2016 à raison de 4 épisodes par semaine. La deuxième saison propose 22 épisodes d'une plus longue durée et est diffusée sur les plateformes web des coproducteurs ainsi que sur leurs pages Facebook depuis 2019. 
Lors de la diffusion sur Facebook, une centaine de «posts» simulant les échanges entre les personnages ont fait évoluer l'histoire entre les jours de diffusion des épisodes. 
La série est aussi disponible en version remontée de 12 épisodes entre 7 et 10 minutes depuis le 25 janvier 2017.

## Synopsis

### Saison 1
Mani, Québécois d’origine iranienne, est amené à s’installer à Paris pour le travail. Il reste en contact avec sa mère et sa fille Lili toujours au Canada à l’aide de la vidéoconférence.
Le spectateur assiste à leurs échanges qui parlent de leur quotidien, de leurs points de vue issus de leur génération respective, du boulot et de l’école, de l’adolescence, de leurs amours… On y découvre aussi l’histoire de leur famille, leur immigration en France puis au Canada, en plus d’aborder les sujets de la nourriture, de la religion et des différences de mode de vie et au niveau linguistiques entre la France et le Québec. 
La série présente les façons dont chacun vit la multiethnicité et parle de la transmission des valeurs entre les générations.  

### Saison 2
Mani est de retour à Montréal, et cherche un nouveau sens à sa vie à la suite de son burnout parisien qu'il ne veut pas avouer. Voulant se rapprocher de sa mère et de sa fille par ce déménagement, il se retrouve plutôt seul encore une fois. Lili est partie en échange étudiant et vit avec une famille afro-américaine de Détroit. Elle y est afin d'apprendre l'anglais, mais elle découvrira plutôt un univers d’injustices, de racisme et une collectivité en reconstruction à laquelle elle veut participer. Pour sa part, Mamie a déménagé en campagne, histoire de profiter du grand air et de tout ce que la nature peut offrir. C'est donc toujours à l'aide de la vidéoconférence que la famille tentera de rester connectée, ce qui n'est pas, la plupart du temps, une tâche facile. À travers ses expériences artistiques, sportives et les discussions qu'il a avec ses proches et ses amis, Mani se trouvera peu à peu lui-même. 

## Distribution
- Mani Soleymanlou : Mani

- Monique Miller : Mamie

- Tayna V. Lavoie : Lili

- Adrien Bletton : Didier

- Jason Guangxu Xiang : Xang (saison 1)

- Hasani Freeman : Deyon (saison 2)
- Preach : Tyrell (saison 2)
- Charles Bender : Charles (saison 2)
- Ève Duranceau : Stéphanie (saison 2)

## Fiche technique
L'équipe de production de la websérie est composée des membres suivants : 
- Réalisation : Benoit Beaudoin, Judith Brès, Mani Soleymanlou, Samuel St-Pierre

- Production : Benoit Beaudoin, Hélène Zemmour

- Écrit par : Mani Soleymanlou

- Script-édition et production au contenu : Judith Brès

- Coordination de production : Samuel St-Pierre

- Direction photo : David B. Ricard

- Direction artistique : Elen Ewing

- Montage image et son : Samuel St-Pierre

- Prise de son et mixage sonore : Mélanie Frisoli

- Maquillage : Jean Bégin

- Infographie : Bruno Provencher

- Responsable éditoriale, direction du numérique, TV5Monde : Cécile Quéniart

Saison 2
- Réalisation : Jean-François Leblanc

- Production : Benoit Beaudoin, Samuel St-Pierre, Judith Brès

- Écrit par : Mani Soleymanlou

- Direction de production : Marie-Ève Lavoie, Diane Hudon

- Direction photo : Antoine Benhini

- Direction artistique : Camille Barrantes

- Montage image : Samuel St-Pierre

- Prise de son: Karim Blondy, Gaëlle Senn, Mélanie Frisoli

- Mixage sonore Karim Blondy

- Maquillage : Jean Bégin

- Infographie : Simon Potvin-Goulet

## Épisodes
Saison 1:
- Version 35 épisodes : 
  - Ça va être compliqué
  - Repas Kebab
  - Ophélie est cute
  - Du coup
  - Grand-maman sur Facebook
  - Iranienne malgré elle
  - Halloween
  - Accent
  - Le Piano
  - Vélo à Paris
  - Langue oubliée
  - Didier sacré farceur!
  - Mystérieuses boucles d’oreilles
  - Plus une 'tite fille
  - So what ?!
  - L'Épicier chinois
  - Xang pas Wang
  - Papa où t'es ?
  - Végé
  - Occupé
  - Comprendre son ado en 10 étapes
  - Se réconcilier avec sa mère
  - Loin des yeux…
  - Attentat
  - Onde de choc
  - Un cadeau à la hauteur
  - Vous avez dit diversité culturelle?
  - Jake
  - Migrants
  - Départ d'Iran
  - Anxiété nocturne
  - Poésie
  - Famille éclatée
  - Lili au piano
  - Restons connectés

- Version 12 épisodes : 
  - Paris, nouvelle vie, nouveau boulot
  - S'adapter
  - Laisser tomber les masques
  - S'entraîner
  - On ne se mêle pas des affaires des autres
  - La Colère et l'Indifférence
  - Recoller les pots cassés
  - Onde de choc
  - Comprendre l'autre
  - Les Souvenirs…
  - Vivre dans ce monde éclaté
  - Restons connectés

## Distinctions
- Récipiendaire du prix Diversity Story Spotlight au T.O. Webfest (2020)[12]
- Finaliste pour le prix de la Meilleure émission ou série originale produite pour les médias numériques : comédie aux 35è prix Gémeaux (2020)[13]
- Sélection officielle dans la catégorie International Comedy du Melbourne Webfest (2020)[14]